# Joe Bottom
Joseph „Joe“ Stuart Bottom (* 18. April 1955 in Santa Clara, Kalifornien) ist ein ehemaliger Schwimmer aus den Vereinigten Staaten. Bei den Olympischen Spielen 1976 gewann er eine Silbermedaille über 100 Meter  Schmetterling. Bottom erschwamm außerdem vier Finalsiege bei Weltmeisterschaften, bei drei weiteren Weltmeistertiteln wurde er im Staffelvorlauf eingesetzt.

## Sportliche Karriere
Der 1,94 m große Joe Bottom studierte an der University of Southern California und startete für die USC Trojans, das Sportteam der Universität. Er gewann im Freistil, im Schmetterlingsstil und mit Staffeln neun Titel bei den College-Meisterschaften und neun Titel bei den US-Meisterschaften.
Bei den ersten Weltmeisterschaften, die 1973 in Belgrad ausgetragen wurden, belegte Bottom über 100 Meter Schmetterling den zweiten Platz hinter dem Kanadier Bruce Robertson. Mit der 4-mal-100-Meter-Freistilstaffel in der Besetzung Mel Nash, Joe Bottom, James Montgomery und John Murphy gewann Bottom seinen ersten Weltmeistertitel. Bottom war auch Mitglied der 4-mal-100-Meter-Lagenstaffel, die in der Besetzung Mike Stamm, John Hencken, Joe Bottom und James Montgomery den Titel gewann. Zwei Jahre später bei den Weltmeisterschaften in Cali schwamm Joe Bottom in beiden Staffeln mit, aber jeweils nur im Vorlauf.
1976 trat Bottom bei den Olympischen Spielen in Montreal in drei Disziplinen an. Über 100 Meter Schmetterling gewann er seinen Vorlauf und sein Halbfinale. Im Finale erkämpften drei Schwimmer aus den Vereinigten Staaten die Medaillen. Es siegte Matt Vogel vor Joe Bottom und Gary Hall senior. Im Vorlauf der Lagenstaffel schwamm Joe Bottom auf der Schmetterlingslage, Peter Rocca, Chris Woo, Joe Bottom und Jack Babashoff erreichten das Finale in der neuen Weltrekordzeit von 3:47,28 Minuten. Im Finale verbesserten John Naber, John Hencken, Matt Vogel und James Montgomery diesen Rekord auf 3:42,22 Minuten, auch die zweitplatzierten Kanadier blieben unter dem Weltrekord aus dem Vorlauf. Matt Vogel hatte an dem neuen Weltrekord den geringsten Anteil, er schwamm nur eine Hundertstelsekunde schneller als Joe Bottom im Vorlauf. Zuletzt trat Bottom auch über 100 Meter Freistil an und belegte den sechsten Platz mit fast einer halben Sekunde Rückstand auf den Drittplatzierten.
Im Jahr darauf verbesserte Joe Bottom bei einem Länderkampf gegen die DDR in Ost-Berlin den Weltrekord über 100 Meter Schmetterling auf 54,18 Sekunden und unterbot damit den letzten bestehenden Weltrekord von Mark Spitz aus dem Jahr 1972 um neun Hundertstelsekunden. Ein Jahr später reiste Bottom erneut nach Berlin, diesmal allerdings in den Westteil der Stadt. Dort fanden die Schwimmweltmeisterschaften 1978 statt. Bottom siegte über 100 Meter Schmetterling vor seinem Landsmann Greg Jagenburg. In der Freistilstaffel trat Bottom nur im Vorlauf an. Die Lagenstaffel mit Bob Jackson, Nick Nevid, Joe Bottom und David McCagg gewann den Titel. 1980 konnte Joe Bottom wegen des Olympiaboykotts kein zweites Mal an Olympischen Spielen teilnehmen.
Joe Bottom graduierte 1977 als Elektroingenieur, später war er als Unternehmensberater tätig. 2006 wurde er in die International Swimming Hall of Fame (ISHOF) aufgenommen. Seit 2007 ist er auch Mitglied der Hall of Fame der University of Southern California.